# 恆星徑向速度總目錄
恆星徑向速度總目錄是一個星表，列出了15,107顆恆星的徑向速度。它是由拉爾夫·埃爾默·威爾遜編製，並由卡內基科學研究所在1953年出版。許多速度量測是在威爾遜山天文臺進行的。

## 外部連結
- General Catalogue of Stellar Radial Velocities （页面存档备份，存于）, Carnegie Institution for Science (pdf)